# Escut d'Arsèguel
L'escut oficial d'Arsèguel té el següent blasonament:
Escut caironat: d'or, un mont de sinople movent de la punta, somat d'un castell obert de sable acostat i acompanyat al cap de tres cadells de sable. Per timbre una corona mural de poble.

## Història
Va ser aprovat el 9 de juliol de 1993 i publicat al DOGC el 26 de juliol del mateix any dins el número 1775
Al segle xvi, la noblesa del país estava dividida en dues faccions rivals, els Nyerros i els Cadells, que mantenien una lluita constant. Es diu que els Nyerros defensaven els drets dels senyors, mentre que els Cadells eren partidaris dels drets de camperols i ciutadans. El 1592, el rei espanyol Felip II va enviar l'exèrcit contra el castell d'Arsèguel, propietat de Joan Cadell, líder dels Cadells; el castell fou assetjat i destruït.
L'escut mostra l'antic castell d'Arsèguel dalt d'un turó (ara en ruïnes) i tres cadells de gos al voltant, un senyal parlant referit als esmentats senyors del castell.